# Astathes fulgida
Astathes fulgida là một loài bọ cánh cứng trong họ Cerambycidae.